# Ray Toro
Ray Toro (født 15. juli 1977) spiller guitar for My Chemical Romance. Hans musikalske indflydelse som barn var hard rock bandet AC/DC. Af guitarer bruger han Gibson Les Paul, som han har en samling på omkring 35 af. Han kommer fra New Jersey.

## Diskografi

### The Rodneys
Soccertown U.S.A. (Sellout Soon Records) – 1997

### My Chemical Romance
- I Brought You My Bullets, You Brought Me Your Love (2002)
- Three Cheers for Sweet Revenge (2004)
- The Black Parade (2006)
- Danger Days: The True Lives of the Fabulous Killjoys (2010)

### Reggie and the Full Effect
- No Country for Old Musicians (2013)

### Solosange
- "Isn't That Something" (2013)
- "For the Lost and Brave" (2015)

### Soloalbums
- Remember the Laughter (2016)

### Remix
- "I think you're really cool" (by Guardin, 2021)